# 德语社群议会
德语社群议会（德語：Parlament der Deutschsprachigen Gemeinschaft）是比利时德语社群的立法机关。议会总部位于奥伊彭。德语社群议会有25名议员。每届议会任期5年。现任议长是Karl-Heinz Lambertz。